# Isaac Weld
Pour les articles homonymes, voir Weld.
Isaac Weld est un écrivain voyageur et aristocrate irlandais né le 15 mars 1774 à Dublin et mort le 4 août 1856 à Bray (Irlande). C'était aussi un érudit, qui fut secrétaire puis vice-président de la Royal Dublin Society. 

## Biographie
Isaac Weld a écrit un important récit de voyage aux États-Unis et en Amérique du nord britannique effectué de 1795 à 1797. Persuadé que la population irlandaise serait amenée à émigrer massivement, il séjourna pendant quinze mois en Amérique du Nord afin d’examiner sur place les conditions que trouveraient ces émigrants irlandais.
Parcourant un territoire compris entre le fleuve Saint-Laurent au nord, la Virginie au sud et la ville de Détroit à l’ouest, il voyagea en utilisant les moyens de transport les plus variés : à pied, à cheval, en bateau, en canoë et en calèche. Il rencontra les habitants de toutes conditions, dans les villes et les campagnes, y compris George Washington et Thomas Jefferson.
Isaac Weld est sévère à l’égard des États-Unis et de leurs habitants, qu'il trouve obsédés par l’argent et souvent violents. Il préfère la province de Québec (depuis peu divisée entre le Haut et le Bas-Canada), colonie britannique qu'il voit comme sagement administrée et peuplée de Canadiens d'origine française. Il visite particulièrement le site de la ville de Québec où il y voit un futur foyer pour la diaspora irlandaise. Il multiplie également les observations sur les Amérindiens qu’il a rencontrés et sur lesquels il a amassé beaucoup de renseignements. 
À son retour en Europe, Isaac Weld publia Travels through the States of North America and the Provinces of Upper and Lower Canada during the Years 1795, 1796, and 1797 (Londres, 1799), qui connut un grand succès et plusieurs rééditions. Une traduction française parut à Paris en 1800 sous le titre Voyage au Canada pendant les années 1795, 1796 et 1797, trois volumes avec une carte hors-texte et onze dessins. Des traductions allemande, hollandaise et italienne parurent à la même époque. La traduction française a été rééditée en 2006, sous le titre de Voyage au Canada et aux États-Unis, en 1795, 1796 et 1797 (La Rochelle, éd. La Découvrance)  (ISBN 978-2-84265-414-6).
Isaac Weld publia par la suite d'autres ouvrages, dont Illustrations of the Scenery of Killarney and the Surrounding Country en 1807 .
Isaac Weld avait un demi-frère beaucoup plus jeune que lui, Charles Richard Weld (1818-1869), qui fut longtemps secrétaire adjoint de la Royal Society de Londres et auteur de nombreux récits de voyage. Parmi ceux-ci, A Vacation Tour in the United States and Canada (Londres, 1865) qu’il dédia à Isaac Weld.

### Publications
- Voyage au Canada dans les années 1795, 1796, et 1797, traduit de l'anglais, et enrichi d'une carte générale du pays et de onze planches offrant les points de vue les plus remarquables, et notamment le fameux saut de Niagara, Paris : chez Gérard & imprimerie de Munier, an VIII. (tome 1, tome 2 & tome 3)